# Glutophrissa lasti
Glutophrissa lasti är en fjärilsart som först beskrevs av Grose-smith 1889.  Glutophrissa lasti ingår i släktet Glutophrissa och familjen vitfjärilar. Inga underarter finns listade i Catalogue of Life.